# Корпи, Киира
Киира (Кира, Кийра) Линда Катриина Корпи (фин. Kiira Linda Katriina Korpi ['kiːrɑ 'korpi]; род. 26 сентября 1988 года в Тампере) — финская фигуристка-одиночница.
Выступала с 2004 года. Серебряный (2012) и двукратный бронзовый призёр чемпионатов Европы (2007 и 2011 годы), пятикратная чемпионка Финляндии (2009, 2011, 2012, 2013 и 2015). На Зимних Олимпийских играх 2006 года заняла 16-е место, на Олимпийских играх 2010 года — 11-е.
В августе 2015 года объявила о завершении своей спортивной карьеры.

## Биография
Киира Корпи родилась в семье известного финского хоккеиста Рауно Корпи (род. 1951), чемпиона Финляндии по хоккею с шайбой в составе клуба Таппара (Тампере). Позже, уже в качестве тренера, он привёл женскую хоккейную команду Финляндии к бронзовым медалям на Олимпийских Играх в Нагано в 1998 году.
Киира Корпи говорила, что ей нравится её родной город и, хотя она получала приглашения переехать в США, где ей обещали лучшие условия для тренировок, она не уехала из Тампере. Киира хорошо успевала в школе. Её любимыми предметами были иностранные языки и биология. Училась в Университете города Тампере на факультете экономики и управления. После свадьбы в 2018 году переехала в США и перевелась в вуз в Нью-Йорке.
В конце октября 2013 года, когда Корпи из-за травмы не могла тренироваться, она впервые попробовала себя в качестве телекомментатора: вместе с Йере Нурминеном (Jere Nurminen) она вела трансляцию с турнира Skate Canada International на финском канале Yle TV2.
В 2018 году финское издательство Otava опубликовало биографию фигуристки под названием «Разбитая» (Kiira – Ehjäksi särkynyt), написанную Йере Нурминен (Jere Nurminen). Книга была переведена на английский язык и издана в США. Позднее  Киира написала автобиографическую книгу «Просто прыгай!» (Hyppää vaan!), которая опубликована в 2023 году финским издательством Otava. Книга представляет собой сборник стихов.
Снялась в  биографическом фильме «Белый лебедь» (Sonja) 2013 года норвежского режиссёра Анне Севитски о норвежской фигуристке Соне Хени.
Помимо родного финского, владеет английским, шведским и немецким языками.

## Спортивная карьера

### Детство
Киире предрекали большое будущее в хоккее, но она выбрала менее популярное в Финляндии фигурное катание. Киира рассказывает:
Я рада, что не занялась хоккеем. Моя старшая сестра Петра и мои друзья занимались фигурным катанием, поэтому я захотела кататься с ними.
Киира встала на коньки, когда ей было пять лет. Она довольно быстро совершенствовалась в фигурном катании; свой первый тройной прыжок, сальхов, она исполнила, когда ей было 11 лет.

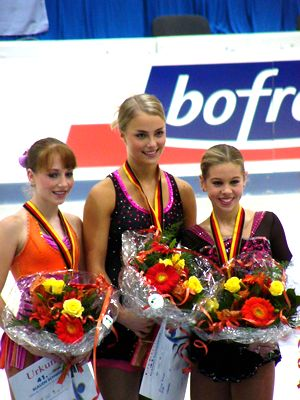
Киира Корпи (в центре), победитель турнира 2004 Junior Grand Prix Pokal der Blauen Schwerter. Хемниц, Германия

Дебютировала в международных соревнованиях новичков в 2002 году. В сезонах 2002—2003 и 2003—2004 гг. участвовала в соревнованиях юниоров, занимая призовые места, в том числе первое в чемпионате Северных стран. Киира Корпи быстро стала одной из самых ярких и перспективных молодых спортсменок в финском фигурном катании. Она очаровала поклонников фигурного катания не только своим умением кататься, но и живостью характера и классической красотой в стиле молодой Грейс Келли, всегда с улыбкой на лице.

### 2005—2007
В 2005 году Киира Корпи дебютировала во взрослом чемпионате Европы, заняв 13-е место.
Чемпионат Европы в Лионе в январе 2006 года был отмечен её великолепным выступлением на международной арене. 17-летняя фигуристка откаталась в захватывающей дух произвольной программе, чтобы завершить чемпионат шестой, поднявшись на семь мест вверх по сравнению с предыдущим годом. Она обошла своих двух подруг по команде и обеспечила себе одну из двух путёвок для Финляндии на Олимпийские Игры в Турине. Она рассказывала, что любит прыжки, и ей нравится выступать в соревнованиях. Уже в тот период она умела исполнять практически все тройные прыжки, включая тройной лутц, который считала своим любимым. Она исполняла каскад из двух тройных тулупов и комбинацию тройной сальхов — тройной тулуп и первой из финских фигуристок успешно выполнила каскад из двух тройных прыжков на чемпионате мира.
Примерно с 2000 года Киира тренируется под руководством Маарет Сиромаа и Сусанны Хаарала. В течение сезона тренировки у неё занимают примерно 2—3 часа в день, шесть дней в неделю. В июне и июле, когда каток в Тампере закрыт, она обычно переезжает в другой город или за границу, чтобы продолжать кататься на коньках. Так, в 2005 году Киира практиковалась в Калифорнии, а летом 2006 года тренировалась в Тарту (Эстония) у российских тренеров. Около шести часов в неделю она тренируется вне льда, включая занятия гимнастикой и хореографией. Летом, к программе её тренировок также добавляется бег, езда на велосипеде и на роликовых коньках. Киире нравится кататься на коньках под музыку различных стилей. Она выбирает музыку, советуясь со своим тренером, и обычно меняет только одну программу в год.
На чемпионате Европы 2007 года в Варшаве Киира стала бронзовым призёром. В этом есть определённая заслуга и российского тренера Алексея Мишина, консультировавшего Кииру и её тренеров.

### Сезон 2008/2009
Летом 2008 года Киира активно тренировалась — в своем родном Тампере, затем в эстонском Тарту и в шведском Лулео. Позже, однако, у Кииры возникли проблемы со здоровьем; она страдала от болей в ноге, которые вызваны чрезмерными нагрузками на тренировках. Из-за этих проблем она не тренировалась в августе и не смогла восстановиться к турниру «Finlandia Trophy», а также пропустила турниры серии Гран-при.
К национальному чемпионату Киира полностью восстановилась и выиграла в декабре 2008 года золотую медаль. На чемпионате Европы 2009 года в начале произвольной программы Киира упала, сильно ударившись спиной о борт катка, после чего была вынуждена останавливать музыку; она завершила прокат своей программы, но в итоге заняла только пятое место. На зимней Универсиаде в Харбине выиграла короткую программу с преимуществом над соперниками около 6 баллов, но в произвольной сорвала каскад и ещё два прыжка и стала четвёртой; суммы баллов, однако, хватило для третьего места.

### Сезон 2009/2010
В январе 2010 года на чемпионате Европы после короткой программы Киира занимала второе место, но произвольную программу откатала неудачно (пятое место), её итоговое место оказалось только четвёртым.

### Сезон 2010/2011
В сезоне 2010/2011 короткую программу Киира катается под музыку Гарольда Арлена Somewhere Over the Rainbow (из «Волшебника в стране Оз»); музыка произвольной программы — «Эвита» Эндрю Ллойда Уэббера.
В декабре 2010 года Киира заняла первое место на чемпионате Финляндии (эта победа стала её второй победой в карьере на национальном первенстве).
В январе 2011 года в Швейцарии она во второй раз в своей спортивной карьере стала третьей на чемпионате Европы. Занимая после короткой программы первое место, она весьма неудачно откатала произвольную программу, однако запаса очков ей хватило для того, чтобы стать бронзовым призёром чемпионата. В интервью после окончания чемпионата Корпи сообщила, что на пьедестале её переполняли чувства. «После стольких перипетий мне удалось снова завоевать медаль… Конечно, можно сожалеть об упущенных возможностях занять первое место, но, всё-таки… сделан ещё один шаг вперёд». Про свою произвольную программу Корпи сказала, что, безусловно, ею разочарована, однако, благодаря короткой программе, которая была просто блестящей (aivan loistava), ей удалось войти в призёры. По её словам, она вполне этим довольна и вряд ли через много лет вспомнит, как именно эта медаль ей досталась. Планировалось, что её подготовка к чемпионату мира будет включать, помимо прочего, двухнедельную работу с хореографом в Торонто (Канада), связанную с некоторой корректировкой программ. На чемпионате мира (который должен быть пройти в Токио в конце марта, однако из-за произошедшего в Японии землетрясения и цунами, а затем аварии на атомной станции «Фукусима» был перенесён в Москву и прошёл с 25 апреля по 1 мая) Корпи допустила падение как в короткой, так и в произвольной программе. За короткую программу Корпи получила 55,09 баллов, это на девять с лишним баллов ниже её лучшего результата. В то же время в произвольной программе она показала свой лучший результат в карьере (109,71), что на балл выше её предыдущего лучшего результата, который она показала на Олимпийских играх в Ванкувере. Её итоговая сумма баллов (164,80 при лучшей сумме в карьере 169,74) позволила ей занять 9-е место, что стало повторением её предыдущего наибольшего успеха на чемпионатах мира (она занимала 9-е место на чемпионате мира 2008 года в Гётеборге)

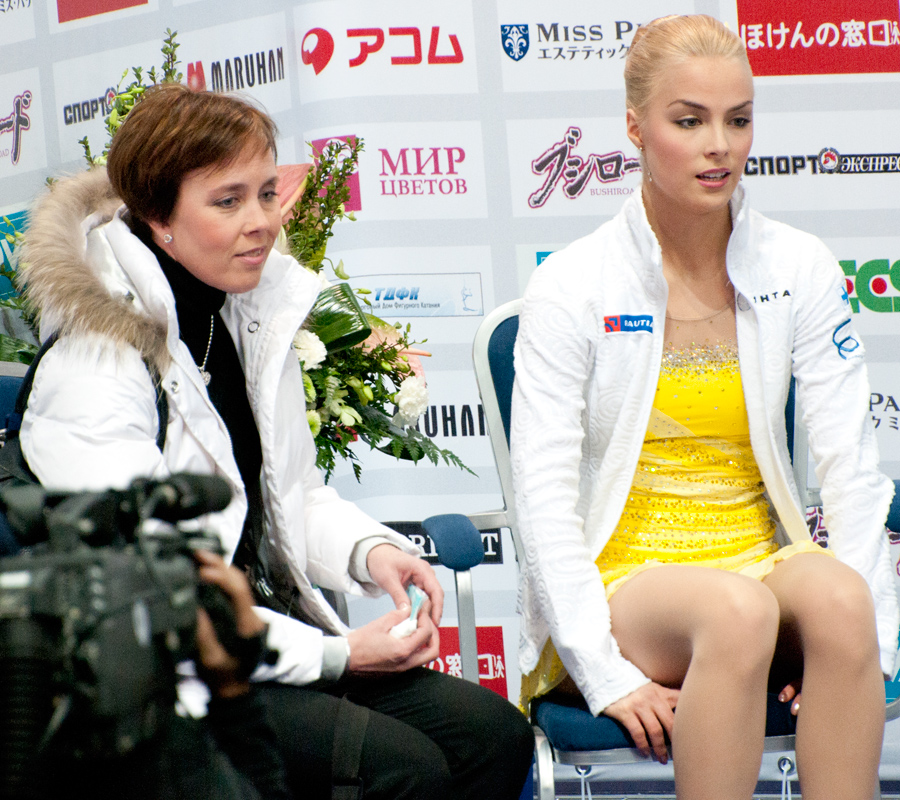
Корпи и её тренер Сусанна Хаарала (Москва, 2011)

Про сезон 2010/2011 Корпи сказала, что он, возможно, стал лучшим в её спортивной карьере.

### Сезон 2011/2012
Корпи говорила в интервью, что новый сезон для неё начнётся в июне, когда она поедет в Торонто ставить новую произвольную программу.
В январе 2012 года на чемпионате Европы в английском Шеффилде после короткой программы Корпи была на втором месте; в произвольной программе ей, несмотря на некоторые ошибки, удалось остаться второй, уступив лишь Каролине Костнер. От участия в чемпионате мира (Ницца, 25 марта — 1 апреля) Корпи из-за травмы ноги отказалась.

### Сезон 2012/2013
В ноябре на прошедшем в Москве турнире серии Гран-при Корпи заняла первое место, показав при этом лучшие в своей карьере результаты как в произвольной программе, так и по сумме двух программ.
В этом сезоне Корпи смогла впервые в своей карьере попасть в финальную часть Серии Гран-при (она также стала и первой финской фигуристкой, которой удалось это сделать). В финальных соревнованиях, проходивших в Сочи, Корпи смогла занять лишь четвёртое место, уступив двум японкам, Судзуки и Асада, а также американке Вагнер. Несмотря на это, сама Корпи осталась довольна своим выступлением, поскольку, по её словам, ей было важно попасть в Сочи для апробации новой олимпийской арены, к тому же, по её мнению, «произвольная программа была не идеальной, но вполне чистой».
В середине декабря на национальном чемпионате, проходившем в Йоэнсуу, Корпи третий год подряд стала первой. Однако в феврале Корпи по причине воспаления ахиллова сухожилия приняла решение не участвовать в чемпионате Европы в Загребе и в чемпионате мира в канадском Лондоне.

### Сезон 2013/2014
С августа 2013 года Корпи начала тренироваться под руководством Рафаэля Арутюняна.
10 сентября на предсезонной тренировке в Лейк-Эрроухед (Калифорния, США) во время исполнения прыжка Корпи получила частичный разрыв ахиллова сухожилия на левой ноге, после чего вернулась в Финляндию для дальнейшего обследования и реабилитации. На турнир Nebelhorn Trophy в Оберстдорфе, в котором она должна была принять участие в конце сентября, поехала Юулия Турккила. В конце октября Корпи сообщила, что восстановление идёт медленно и к тренировкам на льду она, вероятно, приступит только в декабре, что исключает её участие в Олимпиаде в Сочи. В то же время она надеялась, что успеет восстановиться к чемпионату мира-2014 в марте, однако этого не произошло.

### Сезон 2014/2015
В это сезона Корпи тренировалась под руководством Карлоса де Борба.
Многие были уверены, что после серьёзной травмы Киира уже не вернётся в большой спорт, однако финская фигуристка восстановилась через полтора года и вновь вышла на старт в декабре 2014 года на хорватском турнире Золотой конёк Загреба 2014, где в сложной борьбе сумела выиграть первое место. В декабре Корпи выиграла национальный чемпионат, став, таким образом, пятикратной чемпионкой Финляндии. На чемпионате Европы после короткой программы шла на четвёртом месте, но была вынуждена сняться с соревнований из-за пищевого отравления. На чемпионате мира в Шанхае Корпи выступила крайне неудачно: упав в короткой программе после первого прыжка, она сорвала также и несколько последующих прыжков и комбинаций, в результате, заняв только 31-е место, не смогла отобраться для выступления в произвольной программе.
По окончании сезона она продолжала тренироваться и была заявлена на один из этапов Гран-при. Однако в конце августа Киира приняла решение завершить выступления в большом спорте.

## Программы
| Сезон     | Короткая программа                                                   | Произвольная программа                                                                 | Показательные                                                                                               |
| --------- | -------------------------------------------------------------------- | -------------------------------------------------------------------------------------- | --- |
| 2013—2014 | A Day in the Life The Beatles                                        | Once Upon a Time in America (музыка из кинофильма «Однажды в Америке») Эннио Морриконе | |
| 2012—2013 | The Girl With Flaxen Hair Клод Дебюсси                               | Once Upon a Time in America (музыка из кинофильма «Однажды в Америке») Эннио Морриконе | Wide Awake Кэти Перри                                                                                       |
| 2011—2012 | Over the Rainbow Гарольд Арлен хореограф Ше-Линн Бурн                | I Got Rhythm Джордж Гершвин хореограф Ше-Линн Бурн                                     | You and I Леди Гага хореограф Дэвид Уилсон                                                                  |
| 2010—2011 | Over the Rainbow Гарольд Арлен хореограф Ше-Линн Бурн                | Эвита Эндрю Ллойд Уэббер хореограф Дэвид Уилсон                                        | If I Were a Boy Бейонсе хореографы Марвин Смит и Сэлом Бруннер                                              |
| 2009—2010 | Caravan Икуко Кавай                                                  | Crooked Room Passenger to Copenhagen из Agatha Керкко Коскинен                         | If I Were a Boy Бейонсе хореографы Марвин Смит и Сэлом Бруннер Butterfly из альбома «Out of Bounds» Rajaton |
| 2008—2009 | Triunfal Астор Пьяццолла                                             | Crooked Room Passenger to Copenhagen из Agatha Керкко Коскинен                         | Butterfly из альбома «Out of Bounds» Rajaton                                                                |
| 2007—2008 | Triunfal Астор Пьяццолла                                             | Phantasia Эндрю Ллойд Уэббер и Сара Чанг                                               | ABBA Medley: Gimme! Gimme! Gimme! (A Man After Midnight) & The Winner Takes It All & Dancing Queen          |
| 2006—2007 | Eye Patch Yo Te Quiero из фильма «Однажды в Мексике» Роберт Родригес | Phantasia Эндрю Ллойд Уэббер и Сара Чанг                                               | Speaking of Happiness Глория Линн                                                                           |
| 2005—2006 | Hello Лайонел Ричи                                                   | Blues Collection: Fever Элвис Пресли, Blues Boys Tune, и Shake It Up And Go Би Би Кинг | |
| 2004—2005 | Nessun dorma Джакомо Пуччини исполнила Ванесса Мэй                   | Blues Collection: Fever Элвис Пресли, Blues Boys Tune, и Shake It Up And Go Би Би Кинг | It’s Oh So Quiet Бьорк                                                                                      |
| 2003—2004 | Nessun dorma Джакомо Пуччини исполнила Ванесса Мэй                   | It’s Oh So Quiet Бьорк                                                                 | |

## Спортивные результаты

### после 2009 года
| Соревнования/Сезон                   | 2009—2010 | 2010—2011 | 2011—2012 | 2012—2013 | 2013—2014                 | 2014—2015 |
| ------------------------------------ | --------- | --------- | --------- | --------- | ------------------------- | --------- |
| Зимние Олимпийские игры              | 11        |           |           |           | не выступала из-за травмы |           |
| Чемпионаты мира                      | 19        | 9         |           |           | не выступала из-за травмы | 31        |
| Чемпионаты Европы                    | 4         | 3         | 2         |           | не выступала из-за травмы | WD        |
| Чемпионаты Финляндии                 | 2         | 1         | 1         | 1         | не выступала из-за травмы | 1         |
| Финал Гран-При                       |           |           |           | 4         | не выступала из-за травмы |           |
| Этапы Гран-При: Cup of Russia        |           |           | 5         | 1         | не выступала из-за травмы |           |
| Этапы Гран-При: NHK Trophy           |           | 4         | 6         |           | не выступала из-за травмы |           |
| Этапы Гран-При: Cup of China         | 2         |           |           | 3         | не выступала из-за травмы |           |
| Этапы Гран-При: Trophée Eric Bompard | 8         | 1         |           |           | не выступала из-за травмы |           |
| Nebelhorn Trophy                     | 2         | 1         |           |           | не выступала из-за травмы |           |
| Finlandia Trophy                     | 3         | 2         |           | 2         | не выступала из-за травмы |           |
| Золотой конёк Загреба                |           |           |           |           | не выступала из-за травмы | 1         |
| NRW Trophy                           | 5         |           |           |           | не выступала из-за травмы |           |

- WD — фигуристка не завершила соревнования.

### до 2009 года
| Соревнования/Сезон            | 2002—2003 | 2003—2004 | 2004—2005 | 2005—2006 | 2006—2007 | 2007—2008 | 2008—2009 |
| ----------------------------- | --------- | --------- | --------- | --------- | --------- | --------- | --------- |
| Зимние Олимпиады              |           |           |           | 16        |           |           |           |
| Чемпионаты мира               |           |           |           | 10        | 14        | 9         |           |
| Чемпионаты Европы             |           |           | 13        | 6         | 3         | 5         | 5         |
| Чемпионат мира среди юниоров  | 19        | 16        | 10        |           |           |           |           |
| Чемпионаты Финляндии          | 2J        | 1J        | 2         | 3         | 4         | 2         | 1         |
| Чемпионат Северных стран      |           | 1J.       |           |           |           |           |           |
| Этапы Гран-При: Skate America |           |           |           |           | 7         |           |           |
| Этапы Гран-При: Cup of Russia |           |           |           |           | 6         | 4         |           |
| Finlandia Trophy              |           |           |           |           | 1         | 5         |           |
| Зимние Универсиады            |           |           |           |           |           |           | 3         |
| Merano Cup                    |           |           |           | 1         |           |           |           |
| Финал Юниорского Гран-При     |           |           |           | 4         |           |           |           |

J = юниорский уровень

## Личная жизнь

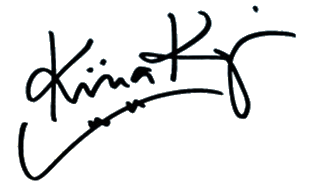
Автограф Кииры Корпи

В апреле 2018 года вышла замуж за испанца Артура Борхеса, с которым встречалась много лет. Свадьба состоялась на озере Комо в Италии. В июне 2021 года Киира Корпи объявила о разводе.
В марте 2023 года в интервью журналу «Apu» спортсменка объявила, что она не идентифицирует себя гетеросексуальной и ей нравятся женщины.
Хобби Кииры — занятия сноубордом, теннисом и чтение книг. Раньше среди своих хобби она называла также йогу.